# بوفالو ۶۶
بوفالو ۶۶ (به انگلیسی: Buffalo '66) فیلمی 110دقیقه‌ای به کارگردانی وینسنت گالو با بازی وینسنت گالو محصول کشور امریکا است.

## خلاصه داستان
«بیلی» بعد از پنج سال حبس از زندان آزاد شده است. بلافاصله بعد از آزادی، او دختری نوجوان بنام «لایلا» را می‌دزدد و بهمراه او به دیدن پدر و مادرش می‌رود تا وانمود کند که این دختر نامزد اوست و قرار است بزودی با هم ازدواج کنند…